# Le mille e una notte (film 1942)
Le mille e una notte (Arabian Nights) è un film del 1942 diretto da John Rawlins.

## Trama
Nel magnifico regno di Persia, un vecchio maestro legge a un gruppo di giovani delle storie che hanno come protagonisti il califfo Hārūn al-Rashīd e la sua sposa Shehrezade. La ragazza, di umili origini, lavorava in un circo assieme a due intrepidi viaggiatori: Sindibad ed Aladino, e fu notata proprio dal fratello del califfo che la voleva sposare. Ma Kamar, questo è il suo nome, non vuole accontentarsi di così poco, anzi, dato che in quel tempo le persone credevano molto alla profezie, un responso dichiara al principe che avrebbe preso il regno. E così Kamar si mette a capo di un esercito e prende d'assalto il palazzo di Harun che è costretto a fuggire. Con l'astuzia scappa anche Shehrezade che si rifugia nel circo, dove giunge anche il califfo: tra i due nasce così l'amore.
Tuttavia i due sono sempre sotto la minaccia di Kamar che ordina di far cercare la ragazza. Allora entra in scena il capitano delle guardie Nadan che mette in atto un brillante intrigo, facendo credere al tiranno che vi è stato nel circo un tragico incidente e che i due amanti sono morti. Con questa scusa, Nadan scappa con Harun e Shehrezade verso Oriente, ma vengono raggiunti in una città e catturati. Ora per Shehrezade non c'è più scelta: sposare il buon partito Kamar e dimenticare il passionale ma bellissimo incontro con Harun. Tuttavia sempre l'ingegno di Nadan pone rimedio a tutto; l'uomo infatti poche sere prima della grande cerimonia, consiglia la ragazza di fingersi contentissima dell'evento, per poi versare di nascosto del veleno nel calice dello sposo. Segretamente fuori dalla città di Baghdad il califfo Harun si sarebbe accordato con gli acrobati del circo e col capitano per ordire un attacco improvviso a Kamar.
Tutto procede per il meglio finché Shehrezade non viene ingannata dall'astuzia di Kamar e così si passa al piano B: Nadan e Harun prendono d'assedio Baghdad. Il sultano Kamar convoca Nadar, non sapendo del suo tradimento, e gli confida alcune informazione, per poi venire pugnalato alle spalle. Hurun e Shehrezade intanto si sono riuniti ma non sono ancora fuori pericolo, perché Nadan, ucciso Kamar, rivela un lato di sé che fino ad allora nessuno conosceva, di essere un segreto spasimante di Shehrezade. Quando egli si scaglia contro Harun, viene perù fermato da Aladino, che muore nell'impresa ma riesce a fermare il capitano. Finalmente i due futuri sovrani possono sposarsi e governare felicemente su Baghdad.

## Cast
Seppur non accreditata nei titoli, il film vede la prima apparizione su pellicola di Acquanetta, a seguito della sua attività di modella.

## Produzione
Il film fu prodotto dalla Walter Wanger Productions per l'Universal Pictures.

## Distribuzione
Il copyright del film, che venne richiesto il 29 dicembre 1942 dall'Universal Pictures, fu registrato con il numero LP11786. Il film venne presentato in prima a New York la notte di Natale del 1942.
Fu distribuito in tutto il mondo con grande successo, tanto da indurre l'Universal a prendere spunto dalle Mille e una notte per altri tre film girati negli anni quaranta: Alì Babà e i 40 ladroni del 1944; Scheherazade del 1947; L'aquila del deserto del 1950. La casa di produzione riprese il tema dalle Mille e una notte nel 1953, con La spada di Damasco che aveva come protagonisti Rock Hudson e Piper Laurie.

### Premi e riconoscimenti
Il film ricevette quattro candidature all'Oscar; fu candidato per le scenografie di Jack Otterson, Alexander Golitzen, Russell A. Gausman e Ira S. Webb; Milton Krasner, William V. Skall e W. Howard Greene furono candidati per la miglior fotografia a colori; Frank Skinner fu candidato per la miglior colonna sonora nella sezione dramma o commedia e, infine, il direttore del suono Bernard B. Brown e l'Universal Studio Sound Department furono candidati per l'Oscar al miglior sonoro.